# OTI 2012
El XXIX Festival OTI de la Canción se realizó a finales del año 2012. El festival vuelve de manera conjunta entre la Sociedad de Autores y Compositores de México (SACM) y la empresa Televisa, informó Memo Méndez Guiú el principal promotor de esta nueva edición del festival. Según El director de Televisa Música, Arturo Velasco que este festival retomará al OTI, sin embargo, precisó este concurso sólo concursarán artistas mexicanos también puntualizó que el proyecto nacional arrancaría a principios de 2012, plataforma que aprovecharán para realizar de forma paralela la convocatoria a distintos países de Latinoamérica, a fin de hacer una versión a nivel internacional en el 2013. 
El Festival se llevará a cabo a la par de la conclusión de México Suena, Arturo Velasco está afinando los detalles del nuevo OTI, y su idea es que se lleve a cabo en el último trimestre de 2012. 
El Festival no se realizó, ni fue oficialmente cancelado y tampoco pospuesto.